# Председник Владе Републике Србије
Председник Владе Републике Србије стоји на челу Владе Републике Србије. Колоквијално се назива премијер Србије.
Претходни председник Владе Републике Србије био је Милош Вучевић, који је 28. јануара 2025. поднео оставку, која је 19. марта усвојена у Народној скупштини. Док се она није усвојила, Вучевић и његова Влада су били у пуном мандату, а од тада су само били у техничком. Од усвајања оставке, Народна скупштина је имала рок од 30 дана да изабере новог председника Владе да га замени. 6. априла 2025, Председник Републике Србије Александар Вучић именовао је Ђуру Мацута за мандатара, који је постао председник Владе 15. априла.
Председник Владе води и усмерава Владу, стара се о јединству њеног политичког деловања, усклађује рад чланова, представља је, сазива и води њене седнице. Осталим члановима Владе може давати обавезна упутства и посебна задужења, сходно њеном програму и политици. Пре избора на то место, у Народној скупштини излаже се експозе, у коме наводе програм и циљеви Владе. Мандатара за састав, по Уставу Србије, предлаже председник Републике Србије, после консултација са свим посланичким групама у Народној скупштини.

## Досадашњи председници Владе Републике Србије
Република Србија је од 1991. до сада имала 11 изабраних председника Владе (четири од самосталности 2006), и три вршилаца дужности председника Владе (један од самосталности 2006).

### 1991—2006
- Драгутин Зеленовић (15. јануар — 23. децембар 1991)
- Радоман Божовић (23. децембар 1991. — 10. фебруар 1993)
- Никола Шаиновић (10. фебруар 1993. — 18. март 1994)
- Мирко Марјановић (18. март 1994. — 24. октобар 2000)
- Миломир Минић (24. октобар 2000 — 25. јануар 2001)
- Зоран Ђинђић (25. јануар 2001. — 12. март 2003)
- Небојша Човић (в.д.) (12. — 17. март 2003)
- Жарко Кораћ (в.д.) (17. — 18. март 2003)
- Зоран Живковић (18. март 2003. — 4. март 2004)
- Војислав Коштуница (4. март 2004. — 21. мај 2006)

### Од самосталности Србије 2006.
- Војислав Коштуница (21. мај 2006 — 7. јул 2008)
- Мирко Цветковић (7. јул 2008 — 27. јул 2012)
- Ивица Дачић (27. јул 2012 — 27. април 2014)
- Александар Вучић (27. април 2014 — 31. мај 2017)
- Ивица Дачић (в.д.) (31. мај — 29. јун 2017)
- Ана Брнабић (29. јун 2017 — 6. фебруар 2024)
- Ивица Дачић (в.д.) (6. фебруар — 2. мај 2024)
- Милош Вучевић (2. мај 2024  — 15. април 2025)
- Ђуро Мацут (15. април 2025 — тренутно)